# Музей современного искусства (Медельин)
Музей современного искусства в Медельине (исп. Museo de Arte Moderno de Medellín, MAMM; англ. Medellín Museum of Modern Art) — художественный музей в колумбийском городе Медельин, открытый в 1978 году по инициативе группы художников после проведения в городе трёх биеннале «Bienales de Arte de Coltejer en la ciudad»; в течение первых трех десятилетий размещался в здании в районе «Carlos E. Restrepo»; в 2009 году мэрия передала музею здание бывшего сталелитейного завода, построенное в 1938 года и расположенное в промышленном районе на юге города.

## История и описание
Музей современного искусства (МАММ) был основан в Медельине в 1978 году группой местных художников. До этого — в 1968, 1970 и 1972 годах — в городе удачно прошли три биеннале «Bienales de Arte de Coltejer en la ciudad», вызвавшие как интерес у местной аудитории, принадлежавшей уже к так называемому «городскому поколению» (generación urbana), так и «энтузиазм» у самого художественного сообщества. Бизнес-сообщество также проявило интерес к актуальному и современному искусству. В течение первых трех десятилетий своего существования МАММ размещался в собственном здании в районе «Carlos E. Restrepo». Здесь в 1981 году прошёл целый ряд «знаковых» событий для городской арт-сцены, включая «Первый коллоквиум» (Primer Coloquio) и «Выставку необъективного искусства» (Muestra de Arte No Objetual). В данном помещении проходили и салоны, организовывавшиеся парой Артуро и Ребекой Рабинович в период с 1981 по 2003 год.
В 2009 году, в связи с 30-летним юбилеем галереи, мэрия Медельина подарила музею зданием «Talleres Robledo», являвшееся бывшим сталелитейным заводом, возведённым до Второй мировой войны — в 1938 году. Новое помещение было расположено в районе Сьюдад-дель-Рио (Ciudad del Río) — одном из промышленных районов на юге города. В 2015 году здание было расширено: после двух лет строительства обновлённое помещение было открыто для широкой публики; в связи с обновлением зала изменилась и выставочная программа, ставшая более международной.
В постоянной коллекции МАММ находятся 233 картины художницы Деборы Аранго — это самое большое собрание данного автора в мире. В 2004 году Министерство культуры Колумбии объявило коллекцию Аранго культурным достоянием общенационального уровня. Кроме того, в музейной коллекции представлены произведения таких художников как Энрике Грау, Оскар Муньос, Мануэль Эрнандес, Хорхе Хулиан Аристисабаль, Эрнандо Техада, Этель Гилмур, Альваро Барриос, Уго Сапата и Беатрис Гонсалес. В рамках панамериканского собрания «Portafolios AGPA» (Artes Gráficas Panamericanas) музей хранит работы международных авторов из 30 стран.